# United States Professional Volleyball League
United States Professional Volleyball League var en proffsliga i volleyboll för damer i USA. Ligan startade 5 februari 2002 och hade bara en säsong. På grund av ekonomisk problem avbröts spelet i januari 2003 och i februari beslutades att inte spela